# Chicago Stars Football Club
Maillots
Le Chicago Stars Football Club, abrégé en Chicago Stars FC, est un club franchisé de soccer féminin professionnel américain basé à Chicago, dans l'Illinois.
Les Stars ont participé au championnat de la Women's Professional Soccer en 2009 et 2010, jouant leurs matchs au SeatGeek Stadium (anciennement Toyota Park). Pour la saison 2013, le club évolue dans la National Women's Soccer League.

## Histoire

Anciens logo du club.

Le club est fondé le 4 septembre 2007 à Chicago, mais le nom officiel des Chicago Red Stars est officiellement dévoilé le 3 juin 2008, lors d'une cérémonie tenue au SeatGeek Stadium.
Marcia McDermott est embauchée au poste de manager général le 8 janvier 2007, puis Emma Hayes désignée comme premier entraîneur de l'histoire du club le 15 mai 2008.
Le 16 septembre, lors du repêchage initial organisé par la WPS, constitué uniquement de joueuses internationales américaines, Carli Lloyd, Lindsay Tarpley et Kate Markgraf ont leurs droits alloués au club et sont donc les premières à défendre les couleurs du club. La semaine suivante, lors du draft international, l'Anglaise Karen Carney, la Brésilienne Cristiane, l'Australienne Heather Garriock et la Suédoise Carre Jonsson le rejoignent.
Le club était détenu et dirigé par l'Américain Peter Wilt, présidé et managé par Marcia McDermott, et l'équipe fut entraînée par l'Américain Omid Namazi jusqu'en 2010. Fidèle à son entente pour aider l'organisation des Red Stars dans ses premières saisons, Peter Wilt a choisi de démissionner de son poste de leader de l'organisation, pour passer la direction du club au Wave de Milwaukee, une organisation locale pour les garçons et filles U9 à 19 dans la Northern Illinois Soccer League (ligue qui coordonne 1 200 équipes amateurs dans la région de Chicago).
Le Chicago Red Stars annonce officiellement un changement de nom: à partir de la saison 2025, il devient le Chicago Stars Football Club ou Chicago Stars FC.

### Women's Professional Soccer (WPS)

#### Saison 2009
Les Red Stars jouent le premier match de championnat de son histoire le 4 avril 2009 à l'extérieur au Korte Stadium, à Edwardsville, dans l'Illinois, contre Saint Louis Athletica, devant un peu plus de 5 000 spectateurs, pour une victoire 1-0. Lindsay Tarpley est la première buteuse de l'histoire du club à la 79e minute sur une passe décisive de Marian Dalmy.
Après un début de saison prometteur, en engrangeant huit points lors des quatre premières rencontres, l'équipe s'est écroulée en terminant sixième et avant-dernier de la saison régulière, en ne remportant que 5 de ses matchs, concédant un score de parité par 5 fois et perdant à 10 reprises sur un total de 20 rencontres. Ils cumulent donc seulement 20 points à la fin de la première phase du championnat, terminant avec 6 points de retard par rapport à la première place qualificative pour les play-offs de la WPS.

#### Saison 2010
La franchise de Chicago échoue une nouvelle fois à se qualifier pour les play-offs de la WPS, achevant encore la saison régulière à la sixième place et avant-dernier du classement, avec 4 points de retard sur la première place qualificative pour la suite du championnat. L'équipe totalise 27 points au total, avec un bilan de 7 victoires, 6 nuls et 11 défaites.
Pendant la saison, la première entraîneur du club, l'anglaise Emma Hayes fut renvoyée et remplacée par Omid Namazi le 3 juin 2010.

#### Intersaison 2010-2011
Le 13 décembre 2010, dans une lettre publiée pour ses supporters, les propriétaires du club annoncent que l'équipe ne repartira pas pour la saison 2011 de la WPS pour raisons financières, sans toutefois exclure un retour pour la saison suivante en 2012. De son côté, la Women's Professional Soccer confirme en conférence de presse que l'équipe ne participera pas à la saison 2011 du championnat. Alors que toutes les autres franchises étaient en règle financièrement, il faut noter que cette instance avait donné un mois de délai supplémentaire à la mi-novembre 2010 pour trouver de nouveaux investisseurs et réunir les fonds nécessaires pour pouvoir participer à la nouvelle saison, ce qui fut un échec. Mais contrairement aux défunts clubs Los Angeles Sol, Saint Louis Athletica et FC Gold Pride, tous dissous en 2010, la franchise de Chicago se réorganise vers la Women's Premier Soccer League (WPSL) et espère revenir à la Women's Professional Soccer pour la saison 2012.

### Women's Premier Soccer League (WPSL)

#### Saison 2011
Les Reds Stars se joignent à la Women's Premier Soccer League pour la saison 2011,. Le club joue ses matchs à domicile au Village of Lisle-Benedictine University Sports Complex (un stade universitaire de 3000 places)  dans l'ouest de la banlieue de Chicago. Jouer ses matchs au Benedictine University Sports Complex aide à la viabilité financière de l'équipe qui devait auparavant faire face à des loyers astronomiques au Toyota Park Stadium.
La nouvelle composition de l'équipe comprend des joueurs des équipes nationales américaines U-20 et U-23, et des joueuses universitaires. Ceci inclut aussi 3 joueuses possédant une expérience professionnelle dans la WPS (deux joueuses des Red Stars de la saison précédente) . Les Red Stars sont supervisés par l'entraineur Dames Rory.
Les Red Stars gagnent 11 de leurs 12 matchs de saison régulière et terminent en tête de la Division Nord dans la Conférence Midwest de la ligue. Lors des séries éliminatoires, elles se qualifient pour le long week-end du Final Four mais perdent en finale 2-1 (le but gagnant marqué en temps supplémentaire) contre Orange County Waves.

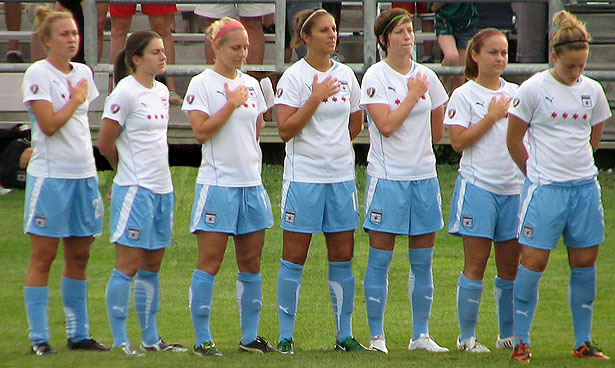
Les Red Stars durant l'hymne national américain

#### Saison 2012
Chicago Red Stars compétitionne dans la WPSL Elite League,. Cette nouvelle ligue de la Women's Premier Soccer League regroupe pour la saison 2012 des clubs de l'ancienne Women's Professional Soccer (WPS) américaine avec quelques-uns des meilleurs clubs de la WPSL.
Lors de la phase de la saison régulière, les Red Stars terminent au 4e rang (avec une fiche de 9 victoires, 1 défaites et 4 match nuls) et se qualifient de justesse pour les séries de fin de saison. En séries éliminatoires, les Red Stars défont 3-1 les Breakers de Boston pour se rendre en finale de championnat WPSL Elite. Mais le Western New York Flash décroche le titre de championnat après des tirs au but, ceci à la suite d'une égalité de 1-1 en temps réglementaire et en temps supplémentaire.
Comme consolation, dans une autre compétition, les Red Stars remportent le tournoi national américain de l'U.S. National Cup.

## Résultats sportifs

### Palmarès
Les Red Stars de Chicago sont finalistes de la Women's Premier Soccer League (WPSL) en 2011, de la WPSL Elite (en) en 2012 et de la  NWSL en 2019. En 2012, ils remportent également l'Open Cup (en). En 2020, les Red Stars sont finalistes de la Challenge Cup.
- National Women's Soccer League
  - Finaliste en 2019

- WPSL Elite (en)
  - Finaliste en 2012 (en).

- Women's Premier Soccer League
  - Finaliste en 2011 (en)

- USASA National Women's Open (en) (1)
  - Vainqueur en 2012.

- NWSL Challenge Cup
  - Finaliste en 2020.

### Bilan saison par saison
Le tableau suivant récapitule le parcours saison par saison du Chicago Stars FC en Women's Professional Soccer (WPS) 2009 et 2010, en Women's Premier Soccer League (WPSL) en 2011, WPSL Elite (en) en 2012, puis en National Women's Soccer League (NWSL) depuis 2013.
| Saison    | Saison régulière | Saison régulière | Saison régulière | Saison régulière | Saison régulière | Saison régulière | Saison régulière | Saison régulière | Position | Playoffs        | Challenge Cup | Affluence moyenne |
| Saison    | Ligue            | M                | V                | N                | D                | BP               | BC               | Pts              | Position | Playoffs        | Challenge Cup | Affluence moyenne |
| --------- | ---------------- | ---------------- | ---------------- | ---------------- | ---------------- | ---------------- | ---------------- | ---------------- | -------- | --------------- | ------------- | ----------------- |
| 2009      | WPS              | 20               | 5                | 5                | 10               | 18               | 25               | 20               | 6e/7     | Non qualifié    | —             |                   |
| 2010      | WPS              | 24               | 7                | 6                | 11               | 21               | 27               | 27               | 6e/7     | Non qualifié    | —             |                   |
| 2011 (en) | WPSL             | 10               | 8                | 1                | 1                | 38               | 7                | 25               | 1er/6    | Finaliste       | —             |                   |
| 2012 (en) | WPSL E (en)      | 14               | 9                | 1                | 4                | 26               | 11               | 28               | 4e/8     | Finaliste       | —             |                   |
| 2013      | NWSL             | 22               | 6                | 8                | 6                | 32               | 36               | 30               | 6e/8     | Non qualifié    | —             | 1 711             |
| 2014      | NWSL             | 24               | 9                | 8                | 7                | 32               | 36               | 35               | 5e/9     | Non qualifié    | —             | 2 949             |
| 2015      | NWSL             | 20               | 8                | 9                | 3                | 31               | 22               | 33               | 2e/9     | Demi-finales    | —             | 4 210             |
| 2016      | NWSL             | 20               | 9                | 6                | 5                | 24               | 20               | 33               | 3e/10    | Demi-finales    | —             | 3 005             |
| 2017      | NWSL             | 24               | 11               | 6                | 7                | 33               | 30               | 39               | 4e/10    | Demi-finales    | —             | 3 196             |
| 2018      | NWSL             | 24               | 9                | 10               | 5                | 38               | 28               | 37               | 4e/9     | Demi-finales    | —             | 4 368             |
| 2019      | NWSL             | 24               | 14               | 2                | 8                | 41               | 28               | 44               | 2e/9     | Finaliste       | —             | 5 451             |
| 2020      | NWSL             | 4                | 1                | 1                | 2                | 7                | 7                | 4                | 6e/9     | —               | Finaliste     | 0                 |
| 2021      | NWSL             | 24               | 11               | 5                | 8                | 28               | 28               | 38               | 4e/10    | Finaliste       | -             | -                 |
| 2022      | NWSL             | 22               | 9                | 6                | 7                | 34               | 28               | 33               | 6e/12    | Quart de finale | -             | -                 |

1. ↑  Les Red Stars de Chicago ont participé à la division Nord de la Midwest Conference, composée de six équipes.
2. ↑  Résultats des NWSL Fall Series 2020.
3. ↑  Saison jouée à huis clos en raison de la pandémie de Covid-19.

## Personnalités du club

### Anciens entraineurs
- Emma Hayes (2009–2010)
- Omid Namazi (en) (2010)
- Rory Dames (en) (2011-2021)

### Anciennes joueuses
Au cours de son histoire, le club a compté de nombreuses joueuses notables dont plusieurs internationales.
- Heather Garriock (en)
- Lydia Williams
- Cristiane
- Erin McLeod
- Carmelina Moscato
- Karina LeBlanc
- Karen Carney
- Katie Chapman
- Sonja Fuss
- Inka Grings
- Maribel Domínguez
- Abby Erceg
- Ifeoma Dieke
- Verónica Boquete
- Kosovare Asllani
- Caroline Jönsson (en)
- Frida Östberg
- Shannon Boxx
- Lori Chalupny
- Marian Dalmy (en)
- Whitney Engen
- Sofia Huerta
- Carli Lloyd
- Jillian Loyden
- Kate Markgraf
- Kristie Mewis
- Ella Masar
- Leslie Osborne (en)
- Christen Press
- Megan Rapinoe
- Lindsay Tarpley[18]

## Supporters
Les partisans du Chicago Stars ont été les premiers supporteurs dans la Women's Professional Soccer à s'organiser dans un groupe de supporters : la section locale 134. Ils ont choisi ce nom afin de refléter l'histoire syndicale ouvrière de la région de Chicago.

## Partenariats
Depuis septembre 2022, les Red Stars sont en partenariat avec le VfL Wolfsburg, qui évolue en Frauen-Bundesliga. Cette coopération commence lorsque Tierna Davidson part s'entraîner en Allemagne à l'intersaison 2022-2023.